# Pedro Infante
Pedro Infante Cruz (Mazatlán, Sinaloa, 18 de noviembre de 1917-Mérida, Yucatán, 15 de abril de 1957) fue un actor y cantante mexicano. Su carrera, que abarcó tanto el cine como la música, lo consolidó como una figura clave de la Época de Oro del Cine Mexicano. 

## Biografía y carrera

### Primeros años y matrimonio
Pedro Infante Cruz nació el 18 de noviembre de 1917 en  Mazatlán, Sinaloa, siendo hijo de Delfino Infante García y Refugio Cruz Aranda.
Luego de conocer a María Luisa León Rosas, se mudaron con el apoyo económico de ella a Culiacán. Como oficios, se dedicó a la carpintería, y a la peluquería y a la par, continuó con su sueño de convertirse en cantante, volviéndose vocalista de varias orquestas y presentándose en la radiodifusora local XEBL. Confiada en que su pareja tenía cualidades para el mundo del entretenimiento, María lo convenció de mudarse a Ciudad de México al considerar que allí podría tener un mejor futuro en el campo laboral. Ya establecidos en la ciudad, el 19 de junio de 1939, ambos se casaron.

### Incursión actoral

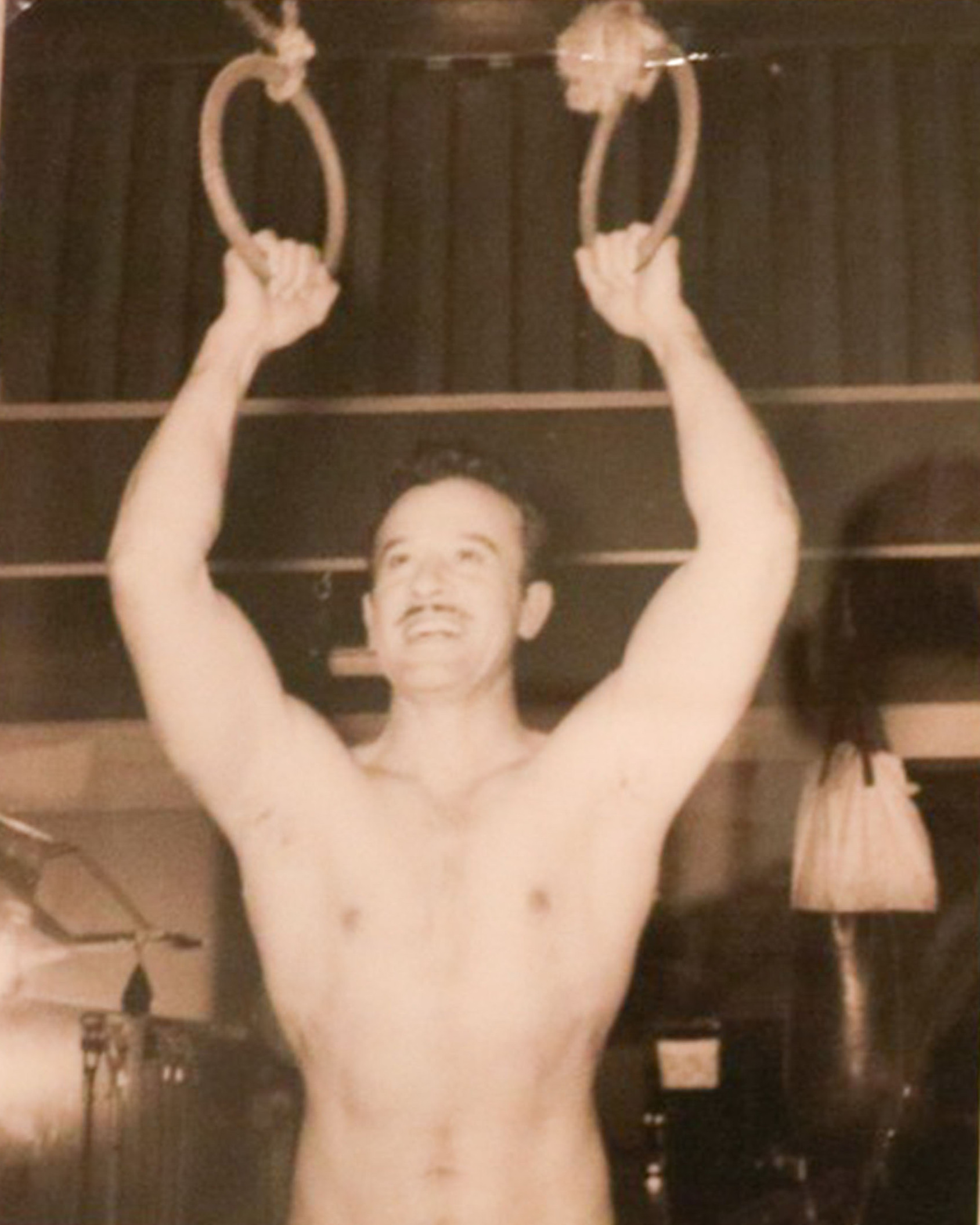
En su época, su físico tonificado era uno de los aspectos que llamó la atención de quienes lo seguían, llegando incluso a ser descrito como un «símbolo de erotismo».

En 1938, se unió a la XEB. También se presentó en el teatro Colonial con Jesús Martínez Palillo y Las Kúkaras, así como en el centro nocturno Waikikí. Su primera grabación musical, El soldado raso fue realizada el 19 de noviembre de 1943, para el sello de Discos Peerless, aunque otras fuentes dicen que la primera canción que grabó fue el vals Mañana, que pasó sin pena ni gloria.
Su primer papel actoral tomó lugar como extra en la película En un burro tres baturros (1939), y participó en algunos otros filmes como actor secundario. El director cinematográfico, Ismael Rodríguez, le ayudó a hacer que su carrera artística tomara un rumbo más importante al realizar junto a él las películas; Mexicanos al grito de guerra (1943), Escándalo de estrellas (1944), y Cuando lloran los valientes (1945).
Consiguió notoriedad actoral después de personificar a Pepe el Toro en la trilogía, Nosotros los pobres (1947), Ustedes los ricos (1948), y cuatro años después, Pepe El Toro (1952).

## Vida personal

### Accidentes aéreos
Pedro Infante fue un fanático de la aviación. Acumuló 2989 horas de vuelo como piloto. Estaba registrado con el nombre de rol de «Capitán Cruz». Previo al accidente que le costó la vida, ya había tenido otros dos accidentes aéreos, el primero en la ciudad de Guasave, Sinaloa, donde al intentar despegar de una pista improvisada el avión no pudo ganar altura y se fue de frente contra un cultivo de maíz, de ese accidente le quedó una pequeña cicatriz a la altura de la barbilla, el segundo desplome fue cerca de Zitácuaro, Michoacán, razón por la que tuvo que implantársele una placa de platino en una parte del cráneo.

### Hijos y relaciones
El 11 de enero de 1936, nació María Guadalupe Infante López, su primera hija concebida con su entonces novia, Guadalupe López López. Esta última falleció en fecha desconocida, mientras que María falleció el 30 de enero de 2002, a los 66 años de edad.
El 19 de junio de 1939, contrajo matrimonio con María Luisa León, su primera y única esposa legal. Ya que María era estéril, no tuvieron hijos. A pesar de que Infante le fue infiel en varias ocasiones y dejaron de vivir juntos, ambos permanecieron casados y nunca se divorciaron. María Luisa falleció el 27 de octubre de 1978.
Aún casado con María Luisa, inició una relación extramarital con Lupita Torrentera, a quien se le declaró y la beso en un baile llevado a cabo en el teatro Minuit. Torrentera decidió irse a vivir con él en 1945, cuando tenía 14 años, y él 28, desconociendo por completo que era un hombre casado, y a pesar de que su madre había intentado separarlos en varias ocasiones.
En 1948, María del Carmen «Carmela» Infante Cruz, una de sus hermanas, le permitió cuidar de su hija, Dora Luz de cuatro años de edad, que a su vez era su sobrina. La niña se quedó a vivir con él y María Luisa, y entre pláticas y aprovechando su crecimiento de fama y poderío, tomaron la decisión de adoptarla y registrarla como su hija el 16 de julio de 1948, lo anterior sin que su madre tuviera el conocimiento o diera la autorización. Pedro y María le cambiaron el nombre y le pusieron Dora Luisa Infante León. A pesar de los reclamos de su hermana, Pedro nunca le devolvió a su hija. El 17 de marzo de 1973, Dora Luisa, que se encontraba embarazada, falleció en un accidente de tránsito a los 21 años de edad. Carmela Infante falleció el 22 de julio de 1997, a los 77 años de edad.
Con Torrentera procreó tres hijos:
- Primero fue la niña Graciela Infante Torrentera, cuyo año exacto de concepción se desconoce y varía entre el 26 de septiembre de 1947, o 1948. Graciela falleció el 1 de febrero de 1949 a los un año tres meses de edad, a causa de poliomielitis anterior aguda.[28]

- Su segundo hijo juntos fue el niño Pedro Infante Torrentera, nacido el 31 de marzo de 1950. Al igual que su madre y su padre, utilizando el nombre de Pedro Infante Jr., incursionó en el cine y tuvo una breve carrera musical.[29] Falleció el 1 de abril de 2009 a los 59 años de edad, luego de decidir acabar con su vida, determinación que posiblemente tomó a raíz de una depresión que le surgió por varios problemas de salud que padecía.[30]

- Su último bebe con Torrentera fue una niña nacida el 3 de octubre de 1951, a la que bautizaron con el nombre de Guadalupe Infante Torrentera. Siguiendo los pasos de sus padres y su hermano, también tuvo una breve carrera como actriz y cantante, misma en la que se presentó utilizando el nombre de Lupita Infante Torrentera. Alejada del medio artístico, se centró en el activismo en relación con el cuidado y propaganda del legado de su padre.[31]

A partir de 1949, inició otra relación extramarital con Irma Dorantes, una joven actriz de 15 años. Los dos se casaron ilegalmente el 10 de marzo de 1953. Tras cuatro años de luchas legales, el 9 de abril de 1957, María Luisa León logró anular el matrimonio entre él y Dorantes ante la Suprema Corte de Justicia. Evitaron enfrentar un juicio por el delito de bigamia, debido a que Pedro falleció el 15 de abril de 1957 a los 39 años de edad, en un accidente de aviación. Durante su amorío con Irma engendró a Irma Infante Aguirre, su última hija legalmente reconocida, que nació el 27 de marzo de 1955. Al crecer, siguió los pasos de sus papás y se desempeñó como actriz y actriz de doblaje.

## Muerte

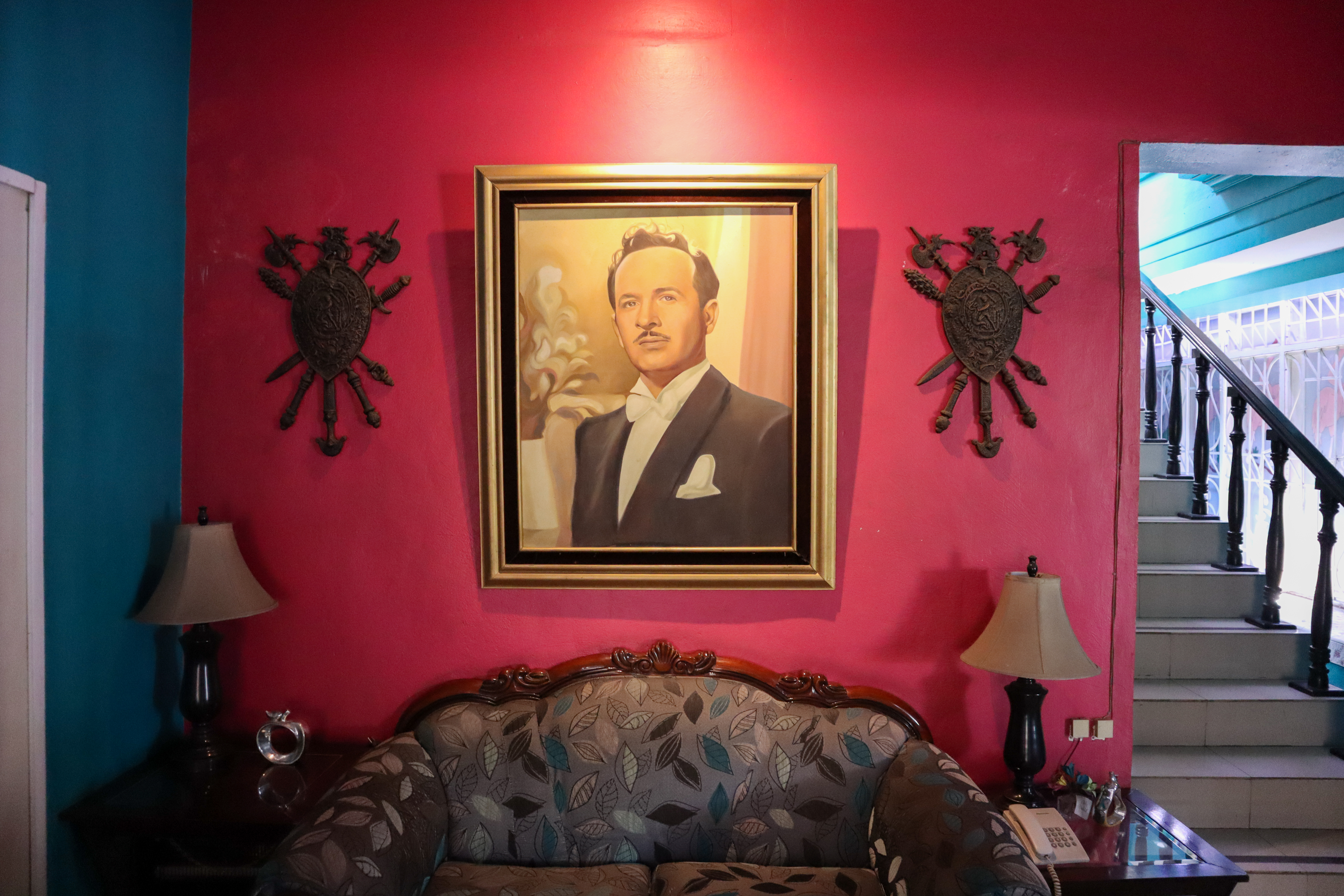
El actor pasó sus últimos días en la casa que tenía en Mérida, en la avenida Itzaes. Dicho inmueble funciona hoy como un hotel.

El 15 de abril de 1957, Pedro Infante piloteaba un C-87 Liberator Express de fabricación estadounidense, matrícula XA KUN perteneciente a la empresa TAMSA, de la que era socio. Este modelo de avión se derivaba del B-24 Liberator, un bombardero de la Segunda Guerra Mundial que se consideraba ya obsoleto para uso militar pero todavía útil en aplicaciones civiles. No obstante, las modificaciones necesarias para convertirlos en un transporte civil hacían que tuvieran dificultades para elevarse cuando iban muy cargados e introdujeron un problema de inestabilidad longitudinal debido al estrecho margen de variación del centro de gravedad ocasionado por la disposición y anclajes originales de la bahía de bombas, modificada y expandida para formar el compartimiento de carga. En otras palabras: exigían una estiba sumamente cuidadosa de la carga, preferiblemente con un peso total de la misma inferior a su capacidad nominal. Estos y otros problemas —como la pobre distribución de los conductos de combustible, que además tendían a sufrir pérdidas y aturdir a los ocupantes con sus vapores— contribuyeron a que fuera un avión peligroso de difícil manejo y operación, temido por sus tripulaciones, que sufrió 150 accidentes con pérdida total de la aeronave entre 1942 y 1964. El avión de Infante iba cargado de pescado.
Previo al accidente, Infante habría llamado a su madre Refugio Cruz pidiéndole que cuidara a su esposa y sus «ratones» como acostumbraba llamar a los hijos que tuvo con Irma Dorantes. La madre de Infante aseguró que ese domingo «había algo raro en su voz». Poco después de despegar del aeropuerto de Mérida acompañado por el capitán Víctor M. Vidal y el mecánico de vuelo Marciano Bautista, y tras apenas alcanzar unos 200 metros de altura, el C-87 piloteado por Infante se desplomó entre las 7:30 y las 8:00 horas en pleno centro de la ciudad de Mérida, Yucatán, en el sureste de México. El avión impactó boca abajo en el patio de una casa, lo que sugirió una pérdida total de control. En el siniestro fallecieron Pedro, Víctor y Marciano, así como los adolescentes Ruth Rosel Chán de 16 años, que se encontraba lavando ropa en la vivienda donde cayó la aeronave, e Isidro Baltazar Martín Cruz de 13 años, que también se hallaba en el inmueble.

### Investigación
La investigación del accidente determinó como causa probable que «se debió a un error de maniobra consistente en ejecutar dos virajes hacia el rumbo de la Ciudad de México sin conformarse a las especificaciones de distancia y procedimientos, y por debajo de las altitudes y velocidades indicadas. Este error fue agravado por un probable corrimiento de carga debido a una estiba incorrecta.» Testimonios recogidos tras el accidente por el periódico Novedades indican una versión que Infante acostumbraba hacer bromas durante los vuelos, asunto que pudo haber estado involucrado en los dos accidentes previos del artista.

### Funeral

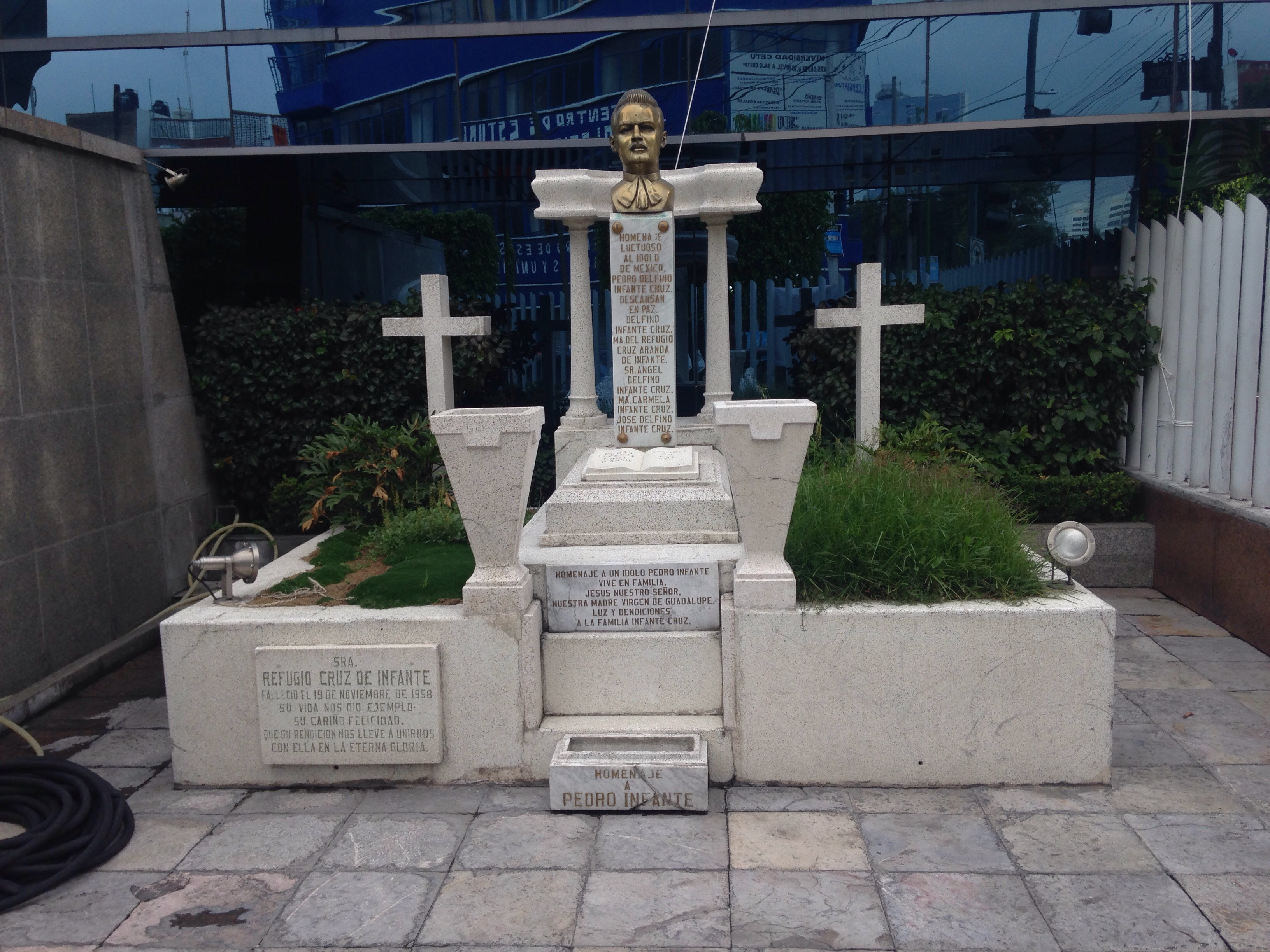
Lápida que originalmente se construyó sobre la tumba del cantante. Luego de ser reemplazada por una nueva, fue subastada en 2008.

Tras el accidente y luego de que los pocos restos de su cuerpo pudieron ser rescatados, se le realizó un funeral en Mérida, antes de ser trasladado a Ciudad de México, donde tuvo otro acto funerario llevado a cabo el 17 de abril de 1957. Dicho sepelio en la ciudad se convirtió en un fenómeno mediático por la gran cobertura que se le dio en medios de comunicación y por la gran cantidad de personas que se aglomeraron para asistir a él. Al concluir sus ceremonias de despedida, fue enterrado dentro del Panteón Jardín, ubicado en la misma ciudad. Se reportan entre 150 y 200 mil personas las asistentes al sepelio de Infante, mismas que debido a la gran cantidad realizaron destrozos en otras tumbas del cementerio donde fue enterrado.

## Legado
Póstumamente durante el Festival Internacional de Cine de Berlín, recibió un premio Oso de Plata en la categoría a mejor actor principal, gracias a su trabajo en Tizoc (1957).
En el patio del predio de la calle 54 Sur y 87 de Mérida («esquina La Socorrito», 20°57′01.5″N 89°37′21.5″O / 20.950417, -89.622639), lugar donde ocurrió el accidente que le quitó la vida, se erigió un busto conmemorativo en su memoria. En adición, se le hizo un monumento en el cruce de la calle 62 y 91, a la que además se le renombró «plaza Pedro Infante».
En 2010, el canal de cable History Channel realizó una encuesta para designar a «El Gran Mexicano» de entre varias personalidades mexicanas de los últimos 200 años, resultando en segundo lugar.
En 2019, el productor cinematográfico, José Pepe Bojórquez, dirigió la película para Netflix, Como caído del cielo (2019), la cual fue hecha como homenaje a Pedro Infante y fue personificado en el filme por el actor mexicano, Omar Chaparro.

## Filmografía
| Año  | Título                          | Papel                                                                 | Notas                                      |
| ---- | ------------------------------- | --------------------------------------------------------------------- | ------------------------------------------ |
| 1939 | En un burro tres baturros       | Cantante                                                              | Extra                                      |
| 1939 | El organillero                  | Organillero                                                           | Cortometraje                               |
| 1940 | Puedes irte de mí               | Director de orquesta                                                  | Cortometraje                               |
| 1942 | La feria de las flores          | Segundo amigo                                                         |                                            |
| 1942 | Jesusita en Chihuahua           | Valentín Terrazas                                                     |                                            |
| 1942 | La razón de la culpa            | Roberto                                                               |                                            |
| 1943 | Arriba las mujeres              | Chuy                                                                  |                                            |
| 1943 | Mexicanos al grito de guerra    | Teniente Luis Sandoval                                                |                                            |
| 1943 | El ametralladora                | Salvador Pérez Gómez «el Ametralladora»                               |                                            |
| 1943 | Cuando habla el corazón         | Miguel del Campo                                                      |                                            |
| 1943 | ¡Viva mi desgracia!             | Ramón Pineda                                                          |                                            |
| 1944 | Escándalo de estrellas          | Ricardo del Valle y Rosales                                           |                                            |
| 1947 | Cuando lloran los valientes     | Agapito Treviño «Caballo Blanco»                                      |                                            |
| 1947 | Si me han de matar mañana       | Ramiro del Campo                                                      |                                            |
| 1947 | Los tres García                 | Luis Antonio García                                                   |                                            |
| 1947 | Vuelven los García              | Luis Antonio García                                                   |                                            |
| 1947 | La barca de oro                 | Lorenzo                                                               |                                            |
| 1947 | Soy charro de Rancho Grande     | Antonio Aldana / Paco Aldama                                          |                                            |
| 1947 | Nosotros los pobres             | Pepe «el Toro»                                                        |                                            |
| 1948 | Cartas marcadas                 | Manuel                                                                |                                            |
| 1948 | Los tres huastecos              | Lorenzo Andrade / Capitán Víctor Andrade / Padre Juan de Dios Andrade |                                            |
| 1948 | Angelitos negros                | José Carlos Ruiz                                                      |                                            |
| 1948 | Ustedes los ricos               | Pepe «el Toro»                                                        |                                            |
| 1949 | Dicen que soy mujeriego         | Pedro Dosamantes                                                      |                                            |
| 1949 | La mujer que yo perdí           | Pedro Montaño                                                         |                                            |
| 1949 | El seminarista                  | Miguel Morales                                                        |                                            |
| 1949 | La oveja negra                  | Silvano Treviño                                                       |                                            |
| 1950 | No desearás la mujer de tu hijo | Silvano Treviño                                                       |                                            |
| 1950 | También de dolor se canta       | Braulio Peláez                                                        |                                            |
| 1950 | Sobre las olas                  | Juventino Rosas                                                       |                                            |
| 1951 | El gavilán pollero              | José Inocencio Meléndez «el Gavilán»                                  |                                            |
| 1951 | Las mujeres de mi general       | General Juan Zepeda                                                   |                                            |
| 1951 | Las Islas Marías                | Felipe Ortiz Suárez                                                   |                                            |
| 1951 | A.T.M. A toda máquina!          | Pedro Chávez Pérez                                                    |                                            |
| 1951 | ¿Qué te ha dado esa mujer?      | Pedro Chávez Pérez                                                    |                                            |
| 1952 | Necesito dinero                 | Manuel Murillo                                                        |                                            |
| 1952 | Ahí viene Martín Corona         | Martín Corona                                                         |                                            |
| 1952 | El enamorado                    | Martín Corona                                                         | También conocida como Vuelve Martín Corona |
| 1952 | Los hijos de María Morales      | Pepe Morales                                                          |                                            |
| 1952 | Por ellas aunque mal paguen     | Cantante                                                              | Acto musical                               |
| 1952 | Un rincón cerca del cielo       | Pedro González                                                        |                                            |
| 1952 | Ahora soy rico                  | Pedro González                                                        |                                            |
| 1953 | Había una vez un marido         | Cantante                                                              | Acto musical                               |
| 1953 | Sí, mi vida                     | Cantante                                                              | Acto musical                               |
| 1953 | Pepe El Toro                    | Pepe «el Toro»                                                        |                                            |
| 1953 | Ansiedad                        | Carlos Iturbe y Valdivia / Gabriel Lara y Rafael Lara                 |                                            |
| 1953 | Dos tipos de cuidado            | Pedro Malo                                                            |                                            |
| 1953 | Reportaje                       | Edmundo Bernal                                                        |                                            |
| 1953 | Gitana tenías que ser           | Pablo Mendoza                                                         |                                            |
| 1954 | El mil amores                   | Bibiano Villarreal                                                    |                                            |
| 1954 | Cuidado con el amor             | Salvador Allende                                                      |                                            |
| 1955 | Escuela de vagabundos           | José Alberto Medina                                                   |                                            |
| 1955 | La vida no vale nada            | Pablo Galván                                                          |                                            |
| 1955 | Escuela de música               | Javier Prado                                                          |                                            |
| 1956 | Los Gavilanes                   | Juan Menchaca                                                         |                                            |
| 1956 | Pueblo, canto y esperanza       | Lencho Jiménez                                                        |                                            |
| 1956 | La tercera palabra              | Pablo Saldaña                                                         |                                            |
| 1956 | El inocente                     | Cutberto Gaudáza «Cruci»                                              |                                            |
| 1957 | Pablo y Carolina                | Pablo Garza                                                           | Lanzamiento póstumo                        |
| 1957 | Tizoc                           | Tizoc                                                                 | Lanzamiento póstumo                        |
| 1958 | Escuela de rateros              | Víctor Valdés / Raúl Cuesta Hernández                                 | Lanzamiento póstumo                        |

## Premios y nominaciones

### Paseo de la fama de Hollywood
Por sus contribuciones a la industria cinematográfica, el 2 de enero de 1994, se le otorgó una estrella póstuma en el paseo de la fama de Hollywood, localizada en 7083 Hollywood Boulevard.

### Premios Ariel
| Año  | Categoría   | Trabajo nominado            | Resultado |
| ---- | ----------- | --------------------------- | --------- |
| 1948 | Mejor actor | Cuando lloran los valientes | Nominado  |
| 1949 | Mejor actor | Los tres huastecos          | Nominado  |
| 1950 | Mejor actor | La oveja negra              | Nominado  |
| 1953 | Mejor actor | Un rincón cerca del cielo   | Nominado  |
| 1954 | Mejor actor | Pepe el Toro                | Nominado  |
| 1956 | Mejor actor | La vida no vale nada        | Ganador   |
| 1957 | Mejor actor | Tizoc                       | Nominado  |

### Festival Internacional de Cine de Berlín
| Año  | Categoría                                        | Trabajo nominado | Resultado |
| ---- | ------------------------------------------------ | ---------------- | --------- |
| 1957 | Oso de Plata a la mejor interpretación masculina | Tizoc            | Ganador   |